# Сердце, не перестающее биться
«Сердце, не перестающее биться» (хинди दिल ने जिसे अपना कहा, Dil Ne Jise Apna Kaha, досл.: «Той, которой принадлежит это сердце») — индийская мелодрама, снятая на языке хинди и вышедшая в прокат 10 сентября 2004 года.

## Сюжет
Молодая врач Пари (Прити Зинта) и владелец рекламного агентства Ришабх (Салман Хан) очень счастливы в браке. У них есть всё, что нужно для счастья, и вскоре должен появиться на свет их первый ребёнок. Но автокатастрофа, в которую попадает Пари, разрушает жизнь Ришабха — сначала его жена теряет ребёнка, а затем умирает сама от тяжёлых ранений. Перед смертью она просит мужа выполнить две её просьбы: отдать её сердце для пересадки и построить детскую клинику. После смерти Пари Ришабх впадает в глубокую депрессию. Он выполняет первую просьбу жены и разрешает пересадить её сердце другой пациентке. Ею оказывается молодая девушка Дхани (Бхумика Чавла), страдающая от болезни сердца. Сердце Пари спасает ей жизнь, а Ришабх начинает заниматься строительством клиники и целиком погружается в работу, так и не встретившись с ней. В свою личную жизнь он решает больше никого не впускать и сохранить верность любимой жене. Однажды Ришабх и Дхани случайно встречаются на свадьбе своих друзей. Сердце Дхани сразу же даёт ей почувствовать влюблённость. Она устраивается на работу в фирму Ришабха и пытается завоевать его любовь.

## Саундтрек
| №  | Название                | Исполнители                                 | Длительность |
| -- | ----------------------- | ------------------------------------------- | ------------ |
| 1. | «Dil Ne Jise Apna Kaha» | Суджата Триведи, Камал Хан                  | 6:18         |
| 2. | «Bindiya Chamakne Lagi» | Алка Ягник, Удит Нараян                     | 6:22         |
| 3. | «Yeh Dil To Mila Hai»   | Алка Ягник, Сону Нигам                      | 5:32         |
| 4. | «Jaane Bahara»          | Камал Хан, Садхана Саргам                   | 5:14         |
| 5. | «Go Balle Balle»        | КК, Алиша Чинай, Джайеш Ганди               |              |
| 6. | «Zindagi Hai Dua»       | Памела Джайн, Мадхушри, Гаятри Айер, Картик | 5:00         |
| 7. | «Meri Nas Nas Mein»     | Удит Нараян, Алка Ягник, Джайеш Ганди       | 5:36         |
| 8. | «Dil Ne Jise Apna Kaha» | Без вокала                                  | 2:20         |